# NGC 2654
NGC 2654 ist eine Balkenspiralgalaxie vom Hubble-Typ SBab im Sternbild Großer Bär. Sie ist schätzungsweise 63 Millionen Lichtjahre von der Milchstraße entfernt. Die Galaxie wurde am 18. August 1882 von dem Astronomen Ernst Wilhelm Leberecht Tempel mit einem 28-cm-Teleskop entdeckt.